# OS-M
OS-M ou OS-M1 ou OneSpace-2 est un micro-lanceur commercial chinois développé par la société OneSpace. Cette fusée comprend trois étages à propergol solide capable de placer une charge utile de 205 kilogrammes sur une orbite terrestre basse et 112 kilogrammes sur une orbite héliosynchrone de  500 kilomètres. Son vol inaugural, effectué le 27 mars 2019, a été un échec. 

## Historique
Le lanceur OS-M est développé par la société chinoise OneSpace. Le 17 mai 2018 une fusée-sonde OS-X, troisième étage du lanceur, est lancée depuis le site de Alxa en Chine. Le vol est un succès : la fusée atteint une altitude de 40 kilomètres. Un deuxième vol de cette fusée-sonde est effectué le 7 septembre 2018 depuis la base de lancement de Jiuquan. La fusée atteint une altitude de 35 kilomètres. Enfin le 27 mars 2019 un lanceur complet OS-M décolle de la base de Jiuquan pour un premier vol orbital qui doit placer en orbital un CubeSat 8U Lingque-1B de la société ZeoGLab. Mais le contrôle du lanceur est perdu 47 secondes après le décollage lors de la séparation du premier étage.

## Caractéristiques techniques
OS-M est un lanceur comprenant trois étages à propergol solide capable de placer une charge utile de 205 kilogrammes sur une orbite terrestre basse et 112 kilogrammes sur une orbite héliosynchrone de 500 kilomètres. Les deux premiers étages pratiquement identiques sont basés sur d'anciens missiles militaires qui utilise la technique des déviateurs de jet pour contrôler l'orientation de la poussée. Le dernier étage est identique à la fusée-sonde OS-X.